# Seznam bioloških vsebin
Seznam bioloških vsebin podaja članke, ki se v Wikipediji nanašajo na biologijo, biokemijo in biofiziko in nam prvenstveno služi za nadzorovanje sprememb. Naslovi člankov so izpisani z malo začetnico tam kjer je potrebno, drugače pa z veliko. Kakorkoli že, Wikipedijin sistem vse članke samodejno zapiše z veliko začetnico. Na tem seznamu so mnoge sopomenke, a je to namenoma, da jih bralci najdejo, zato jih, prosimo, ne odstranjujte.

## A
abesinska zlatovranka -
abesinski volk - 
Accipitriformes - 
adaptacija -
adenozintrifosfat -
Aepyornis - 
aerobiologija -
Agassiz, Jean Louis Rodolphe -
Alcedinidae - 
alepski bor -
alga -
algologija -
Allen, Joel Asaph -
Alopex - 
Alopex lagopus - 
alpski kozorog -
ameba -
ameriški bizon - 
ameriški tekači -
anatomija -
Animalia - 
Anisoptera - 
antropologija -
Aquila chrysaetos daphanea - 
Apidae - 
aposematizem-
Apterygidae - 
Apterygiformes - 
Apteryx - 
ara - 
Arachnomorpha -
Araneae - 
Archaea - 
Archaebacteria - 
Archaeopteryx lithographica - 
arhaični Homo sapiens -
arhebakterije - 
arheja -
arheje - 
arheopteriks - 
arktična lisica - 
Arthropoda - 
Artiodactyla - 
astrobiologija -
astrocita -
ATP - 
Australopithecine - 
autekologija -
Aves - 
avstralopitek -
avstralski tekači -
avtotrof -

## B
bacili -
Bacillariophyceae 
Bacillus - 
bakterija -
bakterije -
bakteriofag -
bakteriologija -
barva kože -
barva oči -
barvna slepota -
belka -
beloglavi jastreb -
belohrbti mišak -
berkut -
biček -
bičkarji -
bičkarji ovratničarji -
binarna nomenklatura - 
binarno poimenovanje - 
bioakustika -
biocenoza - 
biokemik -
biokemija -
biolog -
biologija -
biologija lišajev -
bionika -
biogeografija -
bioindikator
bioinformatika -
biofizik -
biofizika -
biologija človeka -
biologija sesalcev -
biologija sladkih voda -
biološka psihologija -
biološko kopičenje -
biotehnologija -
biotop - 
Bison bison - 
Blattodea - 
bolezen -
bor -
borovci -
borovke -
bosanski bor -
botanik -
botanika -
brezglavci -
Brisson, Mathurin Jacques -
Brown, Robert -
brkati ser -

## C
Canidae - 
Canis - 
Canis lupus - 
Canis simensis - 
Capra -
Capra ibex - 
Capra ibex ibex - 
Capra ibex walie - 
Capra walie - 
Caprinae - 
Carnivora - 
carar -
Casuariidae - 
Casuariiformes - 
Casuarius - 
Casuarius bennetti - 
Casuarius casuarius - 
Casuarius unappendiculatus - 
Cavalier-Smith, Thomas -
cedra -
cedre - 
Cedrus - 
Cedrus libani - 
celica -
celična biologija -
celična membrana -
cemprin -
centriol -
cevonosci -
Chelicerata - 
Chordata - 
Chromista - 
Classis - 
citologija -
citoplazma -
citosol -
citotaksonomija -
Coliidae - 
Coliiformes - 
Colius -
Colius castanotus - 
Colius colius - 
Colius striatus - 
Colius leucocephalus - 
Copeland, Herbert Faulkner -
Coracias abyssinica - 
Coracias garrulus - 
Coraciidae - 
Coraciiformes - 

## Č
čebela -
čebele -
činčila - 
členonožci -
človečnjak -
človek -
človeška ribica -
čmrlj -
čmrlji -
črna človeška ribica -
črni bor -
čutilni receptor -

## D
Darwin, Charles -
deblo -
deblo (botanika) -
deblo (zoologija) -
deoksiribonukleinska kislina -
deseteronožci -
Diatomeae - 
diatomeja - 
Divisio -
dnevni metulji -
DNK - 
dolgonoga kura -
dolgonoge kure -
Dromaius - 
Dromaius novaehollandiae - 
družina -
dvočlensko izrazje - 
dvočlensko poimenovanje -
dvojno poimenovanje - 
dvokaličnice -
dvogrba kamela -
dvoživka -
dvoživke -

## E
ekolog -
ekologija -
ekosistem -
ektoparazit -
eksobiolog -
eksobiologija -
etologija -
embriologija -
emu -
enakokrili kačji pastirji -
endemit -
endoparazit -
enogrba kamela -
enokaličnice -
entomologija -
enoceličarji -
epidemiologija -
etiopski kozorog -
etiopski volk -
Eubacteria - 
Euglena - 
Eukarya - 
Eumetazoa - 
evbakterija - 
evbakterije - 
evgenika -
evglena - 
evkariont -
evmetazoji - 
evolucija -
evolucijska biologija -
evolucijska razvojna biologija -
evolucijsko drevo -
evropski črni bor - 

## F
Familia - 
fenek -
fenologija -
fikologija -
filogenija -
filogenetika -
filogeografija -
fiziologija -
fitogeografija -
fitopatologija -
floem -
Forster, Johann Reinhold -
fotosinteza -
Fraxinus - 
Fungi - 

## G
Gavia - 
Gavia adamsii - 
Gavia arctica  - 
Gavia immer - 
Gavia stellata - 
Gavia pacifica - 
Gaviidae - 
Gaviiformes - 
gen -
genetika - 
genetska bolezen -
genomika -
gensko inženirstvo -
Genus - 
giboni -
gliste -
gliva -
gnezdišče -
gnezdo -
gnezdomec -
golob -
golobi -
golobje -
gorski bor - 
govedo -
gozd -
Grošelj, Pavel -
Gyps fulvus - 

## H
habitat - 
habituacija -
habitus -
haluga -
Haeckel, Ernst -
Hardy-Weinbergovo načelo -
hermafrodit -
Hermann, Johann -
herpetologija -
Hesperornis regalis - 
heterotrof -
himalajski bor -
histologija -
Hominidae - 
Homo -
Homo erectus -
Homo habilis -
Homo sapiens sapiens -
horologija -
hrast -
hrošči -
Hydra -
Hydrobatidae - 
Hylobatidae - 

## I
Ichthyornis victor - 
ikra -
igla -
iglica -
iglokožci -
ihtiologija -
imunologija -
imunizacija -
inbriding -
insulin -
intermediarni filament -
interfaza -
intron -
invazivna vrsta -
ionski kanalček -
islandski lišaj -
izoencim

## J
jajce -
jajčece -
jajčna celica -  - 
jantar -
jeglič -
jesen -
jeseter

## K
kačji pastirji -
kanarski bor -
kategorija -
Kaup, Johann Jakob -
kazuar -
kazuarji -
kinologija -
kiti -
kivi -
kiviji - 
kladistika -
klopi - 
kognitivne znanosti -
koli - 
kolibri -
kolibriji -
koliji - 
kolobarniki -
komodoški varan -
kopitarji -
korenonožci -
koruza -
kotačniki -
koza -
kozača -
kozja antilopa -
Kraaijeveld, Alex -
kraljestvo -
kredni ribji praptič -
kremenasta alga - 
krilate žuželke -
kriptozoologija -
kritosemenke -
kromanjonec -
ksantofil -
ksenobiologija -
ksilem -
kvantitativna genetika -

## L
Lagopus - 
Lagopus mutus - 
Lamiales - 
Laminariales - 
Latham, John -
Latreille, Pierre André -
Laurenti, Josephus Nicolaus -
ledni slapnik -
legati -
Lepidoptera -
lepoočnica -
lev -
levitev -
libanonska cedra -
Liliopsida - 
limnologija -
Linné, Carl von -
lisica -
lisice -
list -
liza -

## M
Magnoliophyta - 
Magnoliopsida - 
mahovnjaki -
makedonski bor -
mali mlakar -
maločlenarji -
maloščetinci -
Mammalia - 
Mathews, Gregory Macalister -
Mayer, Ernest -
Mayr, Ernst -
medonosne čebele -
mehkužci -
Mendel, Gregor -
metulji -
Meropidae - 
migetalka -
migetalkarji -
mikologija -
mikrobiolog -
mikrobiologija -
mikrovili - 
mirmekologija -
mišak -
mišaki - 
mnogoceličarji -
mnogočlenarji -
mnogoščetinci -
modri bor - 
modrovrati mišak -
modrozelene bakterije -
molekularna biologija -
Monera - 
morfologija -
morska biologija -
morski konjiček -
morska ptica - 
morski psi -
morski ptič -
mravlje -
mutacija -
mutagen -
Mycetozoa - 

## N
naddeblo -
naddružina -
nadrazred -
nadred -
nalezljiva bolezen - 
naravoslovec -
nastanek in razvoj človeka -
navadni bor - 
navadni morski pes - 
neandertalec -
nečlenarji -
nekrilate žuželke -
netopir - 
netopirji -
nevroanatomija -
nevrobiologija -
nevroetologija -
nevrofiziologija -
nitkarji -
nocicepcija - 
nočni metulji -
noga -
nojevci -
noj -
noji - 

## O
oblika -
obloustke -
območje razširenosti -
obmorski bor -
oddelek -
Odonata - 
oko -
Oleaceae - 
oljkovke -
onkologija -
ontogenija -
oocita -
oomiceta -
Oomycetes - 
opraševanje -
oprsje -
Ordo - 
orel -
organizem -
orli -
ornitolog -
ornitologija -
ostrige - 
ožigalkarji -

## P
pajki - 
pajkovci -
paleoantropologija -
paleobotanika - 
paleontologija - 
palezoologija -
Pan - 
Pandion - 
Pandion haliaetus - 
Pandionidae - 
parjenje -
parkljarji - 
patologija -
pes -
pesticid -
Phalacrocorax carbo - 
Philomachus pugnax - 
Phylum - 
pijavke -
Pinaceae - 
Pinales -
Pinguinus - 
Pinguinus impennis - 
pingvin -
pingvini -
Pinidae - 
pinija -
Pinus - 
Pinus brutia - 
Pinus canariensis - 
Pinus cembra - 
Pinus halepensis - 
Pinus heldreichii - 
Pinus mugo - 
Pinus nigra - 
Pinus peuce - 
Pinus pinaster - 
Pinus pinea - 
Pinus sibirica - 
Pinus sylvestris - 
Pinus wallichiana - 
Pinopsida -
pipalkarji -
pira - 
pitekantrop -
plankton -
Platyhelminthes - 
plazilec -
plazilci -
pleme -
ploskavci - 
ploski črvi - 
Poaceae - 
Poales - 
podančica - 
poddeblo -
poddružina -
Podicipedidae - 
Podicipediformes 
podkraljestvo -
podrazred -
podred -
podrod -
podvrsta -
polarni slapnik -
polkrilci -
ponirek -
ponirki - 
populacija -
populacijska genetika -
Porifera - 
potapljavci - 
potapniki - 
praptica - 
praptič -
pravi mnogoceličarji -
praživali -
prehrana -
preobrazba -
prepeličar (pes) -
prepeličar (ptič) -
prepeličar (rastlina) -
prepeličarji -
prezimovališče -
primat -
pristni mnogoceličarji - 
Procellariiformes - 
prokariont -
proteomika -
Proteus anguinus - 
Protista - 
protisti -
Protoctista - 
Protophyta - 
Protozoa - 
pršice - 
psi -
psihiatrija -
psihofarmakologija -
psihofizika -
Pterocles - 
Pteroclididae - 
Pteroclidiformes - 
ptica - 
ptice - 
ptič -
ptiči - 
ptič neletalec -
puromicin -
Pyrrhocoridae - 

## R
računska nevrobiologija -
raki -
rakovica -
rakun -
rakunasti pes -
rastlina -
rastline -
razmnoževanje -
raznokrili kačji pastirji -
razred -
razvojna biologija -
razvrstitev borovcev -
rdeča alga -
rdeča lisica - 
rdečegrli slapnik -
rdečehrbti mišak -
rdečelični mišak -
rdečevratka -
rdeči bor -
red -
Regnum - 
Reichenow, Anton -
Rheiformes - 
Rhynchotine -
riba -
ribe -
ribji orel -
ribji orli -
ribosom -
ribosomska RNK -
rjave alge -
RNK -
rod -
rojstvo -
rosnica - 
roženkraut - 
rRNK - 
rumenokljuni slapnik -
Rüppell, Wilhelm Peter Eduard Simon -
ruševec -
rušje -

## S
saprotrof -
selivka -
sesači -
sesalci -
seznam biologov -
seznam bioloških vsebin -
seznam naravoslovcev -
seznam ornitologov -
sibirska cedra -
sibirski bor - 
sibirski cemprin - 
Sibley, Charles Gald -
Sibley-Ahlquistova taksonomija -
Sillero-Zubiri, Claudio -
simbiologija -
simienska lisica - 
simienski šakal - 
sinekologija -
sistematika -
sistemska nevrobiologija - 
sivi volk - 
slapnik -
slapniki - 
sloka -
smrdokavra -
smrdokavre -
sodoprsti kopitarji -
Species - 
Spheniscidae - 
Sphenisciformes - 
spužve -
srna -
starinska bakterija - 
starinske bakterije - 
stenice -
stepska kokoška -
stepske kokoške -
stepska prepelica - 
stonoge -
storžnjaki -
strakoš -
strakoši - 
strukturna biologija -
strunarji -
Struthio camelus - 
Struthionidae - 
Struthioniformes - 
Swainson, William -
Syrrhaptes - 

## Š
šakal -
ščipalci -
ščitaste stenice -
ščurki -
škrge -
škržati - 
šuštarji -
švicarski bor - 

## T
takson -
taksonomija -
terciarna nomenklatura - 
teorijska ekologija -
termogeneza -
Thalophyta - 
Theria - 
tihomorski slapnik -
Tinamidae - 
Tinamiformes - 
tipalnica -
Titius, Johann Daniel -
togotnik -
toksikologija -
torpor -
trakulje -
trava -
trave -
travovci -
Tribus - 
tričlensko poimenovanje -
trilobit -
Trilobita -
trilobiti -
Trochilidae - 
Trochiliformes - 
trogon -
trogoni -
Trogonidae - 
Trogoniformes - 
trojno poimenovanje - 
trokrpar -
trokrparji -
trosovci -
Turdus viscivorus - 
Turnicidae - 
Turniciformes - 
turški bor -

## U
udomačitev -
ujede -
Ungulata - 
Upupidae - 
Upupa epops - 
Urocolius -
Urocolius indicus - 
Urocolius macrourus - 
ustnatičevci -
utripača -
užitna sirovka -

## V
Vaillant, Sébastien -
varieteta -
varstveno odvisna vrsta -
v divjini izumrla vrsta -
velblod -
veleligenj - 
velika njorka -
veliki kormoran -
veliki kredni praptič -
veliki metljaj -
veliki pegasti mišak -
Verreaux, Jean Baptiste Édouard -
Verreaux, Jules Pierre -
Vertebrata - 
vijeroga koza - 
virologija -
virus -
vitičnjaki -
vodni ptič -
vodomci -
vodomec -
vodne bolhe -
vodni drsalci -
volk -
volkovi -
Volvox -
vpijati -
vrbji kovaček -
vretenčarji -
vrsta -
vrtinčarji -
Vulpes - 
Vulpes lagopus - 
Vulpes vulpes - 
vzdražnost -

## W
Whittaker, Robert -
Woese, Carl -
Wraber, Maks -
Wraber, Tone -

## Y
Y-kromosom

## Z
zadek - 
zajedavec -
zajedavstvo -
Zea mays - 
zelenonoga tukalica -
zibajoči ples -
zimsko spanje -
zlata rozga -
zlatica -
zlatovranka -
zlatovranke -
znanstvena klasifikacija živih bitij -
znanstvena razvrstitev -
znanstveno ime -
zobri -
zoogeografija -
zoolog -
zoologija -
zoonoza -
Zootaxa -
zunanji skelet -
zveri -

## Ž
žaba - 
žabe - 
žito -
žival -
živali -
živalski vrt -
žive niti -
živo bitje -
življenje -
življenjski prostor - 
žižola - 
žlahtni bor - 
žuželčje krilo -
žuželka -
žuželke -
žužkocvetka